# 海岸山脈 (敘利亞)

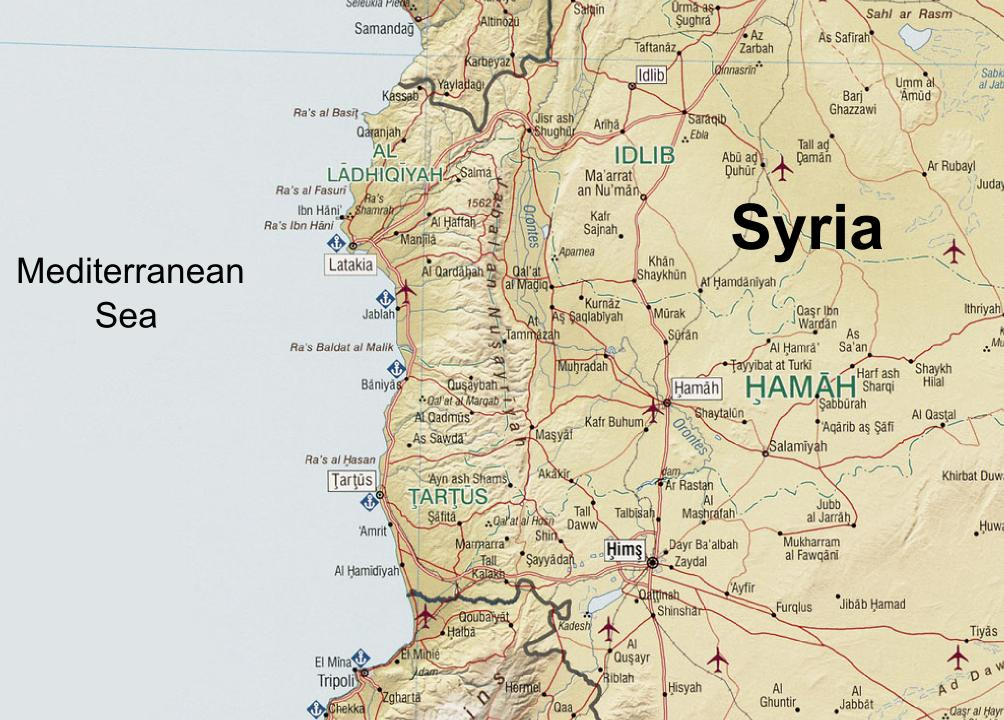
敘利亞地圖中的海岸山脈

海岸山脈（阿拉伯语：‎；拉丁化：Silsilat al-Jibāl as-Sāḥilīyah）為在叙利亚西北部的一座山脈，稜脈呈南北走向，與海岸平原並行。此山脈平均寬度32公里，平均最高海拔超過1,200公尺，其中位於拉塔基亚東方的Nabi Yunis為最高峰，海拔高度1,562公尺。

## 名稱
此山脈古稱「芭吉露」（Bargylus），而該名稱由古羅馬作家老普林尼所提及。「Bargylus」源自一座名為「巴爾加」的古老城邦，而該城邦很可能坐落在此山脈附近。該地區在前3千紀時屬於埃勃拉帝國的城市，之後變為赫梯的屬國後將該山脈命名為「巴爾加」。
此山脈在阿薩辛派統治之下稱為「巴伊拉山」（‎）。此山脈有時還稱為「努賽里耶山」（‎）或是「阿拉維山」（‎），兩者名稱皆指的是長期居住於此的阿拉维派。

## 地理
由於西側山坡位處迎風坡，因此土壤較東側山坡肥沃，人口也較東側密集。奥龙特斯河在加卜平原境內沿著山脈東邊往北流經，之後蜿蜒流過山脈北邊，最後匯入地中海。位於邁斯亞夫南部一條東北－西南走向的走滑型斷層將努賽里耶山與黎巴嫩山、安替黎巴嫩山隔開，形成了霍姆斯峽谷。
此山脈在1920年至1936年間曾是法屬敘利亞託管地境內之阿拉維邦東邊國界的一部份。